# María Priscilla Schlegel
María Priscilla Schlegel (* 29. August 1993) ist eine spanische Volleyballspielerin. Die Außenangreiferin spielte von 2021 bis 2023 beim Bundesligisten USC Münster.

## Karriere
Schlegel war in ihrer Jugend Leichtathletin (Hoch-, Weit- und Dreisprung) und begann erst mit 21 Jahren mit dem professionellen Volleyball. Sie spielte in der spanischen Superliga bei Feel Volley Alcobendas und ab 2015 zwei Jahre bei Haro Rioja Vóley. 2017 wechselte die Außenangreiferin in die italienische „Serie A2“ und spielte jeweils eine Saison bei Barricalla Collegno und bei LPM BAM Mondovì. 2019/20 war sie beim Club Voleibol Haris auf Teneriffa aktiv. Danach wechselte sie zu VK UP Olomouc, mit dem sie 2021 den tschechischen Pokal gewann. Anschließend wurde sie vom deutschen Bundesligisten USC Münster verpflichtet. 2023 wechselte Schlegel in die Vereinigten Staaten. Hier spielte sie Ende 2023 zunächst mit wechselnden Teams in der Liga „Athletes Unlimited Volleyball“ und ab 2024 bei Columbus Fury.
Schlegel spielte auch in der spanischen Nationalmannschaft, mit der sie 2017 in der Europaliga das Halbfinale erreichte.